# Collegio plurinominale Lombardia 1 - 04
Il collegio elettorale plurinominale Lombardia 1 - 04 è stato un collegio elettorale plurinominale della Repubblica Italiana per l'elezione della Camera tra il 2017 ed il 2022.

## Territorio
Come previsto dalla legge elettorale italiana del 2017, il collegio è stato definito tramite decreto legislativo all'interno della circoscrizione Lombardia 1.
Il collegio comprendeva la zona definita dai tre collegi uninominali Lombardia 1 - 01 (Abbiategrasso), Lombardia 1 - 02 (Legnano) e Lombardia 1 - 15 (Rozzano).

## Dati elettorali

### XVIII legislatura
Come previsto dalla legge elettorale, 386 deputati erano eletti in 63 collegi plurinominali con ripartizione proporzionale a livello nazionale tra le coalizioni e le singole liste che avessero superato la soglia di sbarramento stabilita.
Nel collegio venivano eletti 9 deputati.
| Liste          | Liste                               | Proporzionale | Proporzionale | Proporzionale | Maggioritario | Maggioritario | Maggioritario |  |
| Liste          | Liste                               | Voti          | %             | Seggi         | Voti          | %             | Seggi         |  |
| -------------- | ----------------------------------- | ------------- | ------------- | ------------- | ------------- | ------------- | ------------- |  |
|                | Lega                                | 126 455       | 25,30         | 2             | 220 192       | 44,05         | 3             |  |
|                | Forza Italia                        | 69 163        | 13,84         | 1             | 220 192       | 44,05         | 3             |  |
|                | Fratelli d'Italia                   | 19 868        | 3,97          | –             | 220 192       | 44,05         | 3             |  |
|                | Noi con l'Italia – UDC              | 4 706         | 0,94          | –             | 220 192       | 44,05         | 3             |  |
|                | Movimento 5 Stelle                  | 131 352       | 26,28         | 2             | 131 352       | 26,28         | –             |  |
|                | Partito Democratico                 | 102 632       | 20,53         | 1             | 120 476       | 24,10         | –             |  |
|                | +Europa                             | 14 065        | 2,81          | –             | 120 476       | 24,10         | –             |  |
|                | Italia Europa Insieme               | 2 174         | 0,43          | –             | 120 476       | 24,10         | –             |  |
|                | Civica Popolare                     | 1 605         | 0,32          | –             | 120 476       | 24,10         | –             |  |
|                | Liberi e Uguali                     | 14 006        | 2,80          | –             | 14 006        | 2,80          | –             |  |
|                | CasaPound                           | 5 240         | 1,05          | –             | 5 240         | 1,05          | –             |  |
|                | Potere al Popolo!                   | 4 700         | 0,94          | –             | 4 700         | 0,94          | –             |  |
|                | Il Popolo della Famiglia            | 2 235         | 0,45          | –             | 2 235         | 0,45          | –             |  |
|                | 10 Volte Meglio                     | 1 304         | 0,26          | –             | 1 304         | 0,26          | –             |  |
|                | Partito Repubblicano Italiano – ALA | 370           | 0,07          | –             | 370           | 0,07          | –             |  |
| Totale         | Totale                              | 499 875       | 100           | 6             | 499 875       | 100           | 3             |  |
|                |                                     |               |               |               |               |               |               |  |
| Schede bianche | Schede bianche                      | 5 740         | 1,12          |               |               |               |               |  |
| Schede nulle   | Schede nulle                        | 8 606         | 1,67          |               |               |               |               |  |
| Votanti        | Votanti                             | 514 221       | 76,43         |               |               |               |               |  |
| Elettori       | Elettori                            | 672 822       |               |               |               |               |               |  |

## Eletti

### Eletti nei collegi uninominali
Eletti nella coalizione di centro-destra (Lega - FI - FdI - NcI-UDC)
     Eletti nella coalizione di centro-sinistra (PD - +EUR - Insieme - CP)
| Collegio uninominale | Eletto | Eletto                     | Partito |
| -------------------- | ------ | -------------------------- | ------- |
| 1. Abbiategrasso     |        | Michela Vittoria Brambilla | FI      |
| 2. Legnano           |        | Massimo Garavaglia         | Lega    |
| 15. Rozzano          |        | Graziano Musella           | FI      |

### Eletti nella quota proporzionale
| M5S                             | Partito Democratico | Lega                                      | Forza Italia      |
| ------------------------------- | ------------------- | ----------------------------------------- | ----------------- |
|                                 |                     |                                           |                   |
| Riccardo Olgiati Stefania Mammì | Lisa Noja           | Fabrizio Cecchetti Fabio Massimo Boniardi | Cristina Rossello |

1. ↑  In data 19.09.2019 aderisce al gruppo Italia Viva